# Ortona (motorfiets)
Ortona is een historisch merk van motorfietsen.
De bedrijfsnaam was: Ortona Motor Co. Egham, (Surrey).
Het Engelse merk Ortona bouwde slechts één model met een 3½ pk eencilindermotor. De productie duurde niet lang: van 1904 tot 1906.